# Ngataua Omahuru
Ngataua Omahuru foi um advogado Māori. Ele e a sua família moravam em Mawhitiwhiti, perto do Monte Taranaki, na Ilha do Norte da Nova Zelândia.
Em 1869, quando Omahuru tinha cinco anos, ele foi sequestrado durante a batalha de Te Ngutu o te Manu por maoris leais e levado para Whanganui. Ele foi mais tarde adotado por William Fox, que mais tarde se tornou no Premier da Nova Zelândia. Fox mudou o nome de Omahuru para William Fox Jr. e mandou-o para a escola em Wellington. Mais tarde, ele enviou-o para morar e trabalhar com o advogado Walter Buller. Omahuru tornou-se no primeiro advogado Maori da Nova Zelândia e acabou a trabalhar com o seu pai adotivo, William Fox, na Comissão da Terra de Taranaki.